# Кирмасов, Сергей Станиславович
Сергей Станиславович Кирмасов (род. 25 марта 1970 года, Мценск) — советский и российский легкоатлет, специализирующийся в метании молота. Участник Олимпийских игр 2004 года. Трёхкратный чемпион России (1992, 1998, 2001). Чемпион России по длинным метаниям 1993 года. Мастер спорта СССР международного класса (1990).

## Биография
Сергей Станиславович Кирмасов родился 25 марта 1970 года в городе Мценск Орловской области.
Начал карьеру в 1982 году в спортивной школе ГОРОНО. В 1986 году стал победителем первенства СССР среди юниоров. С 1986 по 1990 год тренировался и выступал в спортивном клубе «Уралмаш» в Свердловске под руководством тренера Сергея Александровича Седова. В 1987 году окончил среднюю школу № 1 в Мценске. В 1988 году начал работать в спортклубе «Уралмаш» инструктором спортивных сооружений.
Затем тренировался у С. В. Будыкина и А. С. Малюкова. Выступал за Российскую Армию.
Победитель первенства СССР среди юниоров (1988, 1989). Чемпион Европы среди юниоров 1989 года. Бронзовый призер чемпионата СССР 1990 года.
С 1991 года работал в СДЮШОР г. Орла на должности старшего инструктора-методиста. В 1996 году окончил училище Олимпийского резерва в Орле, а в 1999 году — Смоленский институт физической культуры и спорта.
В 2004 году на Олимпийских играх в Афинах, занял 17 место, однако после дисквалификаций 2 спортсменов, переместился на 15 место.
Завершил спортивную карьеру в 2008 году.
С 2009 года работал заместителем директора БОУ ОО ДОД СДЮСШОР № 2 в Мценске, а в декабре 2011 года занял должность заместителя директора ОАУ СОЦ «Ледовая арена». В 2012 году стал директором данного учреждения.
Женат. Есть сын.

## Основные результаты

### Международные
| Год    | Соревнования                   | Место проведения     | Место | Результат |
| СССР   | СССР                           | СССР                 | СССР  | СССР      |
| ------ | ------------------------------ | -------------------- | ----- | --------- |
| 1989   | Чемпионат Европы среди юниоров | Вараждин, Югославия  | 1     | 72,68 м   |
| Россия |                                |                      |       |           |
| 1998   | Чемпионат Европы               | Будапешт, Венгрия    | 18    | 74,50 м   |
| 1999   | Всемирные военные игры         | Загреб, Хорватия     | 3     | 77,02 м   |
| 2001   | Чемпионат мира                 | Эдмонтон, Канада     | 15    | 75,79 м   |
| 2003   | Чемпионат мира                 | Париж, Франция       | 20    | 74,17 м   |
| 2004   | Олимпийские игры               | Афины, Греция        | 15    | 75,83 м   |
| 2005   | Чемпионат мира                 | Хельсинки, Финляндия | —     | NM        |

### Национальные
| Год  | Соревнования                         | Место проведения | Место | Результат |
| ---- | ------------------------------------ | ---------------- | ----- | --------- |
| 1992 | Чемпионат России                     | Москва           | 1     | 75,22 м   |
| 1993 | Чемпионат России по длинным метаниям | Краснодар        | 1     | 77,34 м   |
| 1994 | Чемпионат России по длинным метаниям | Адлер            | 3     | 72,75 м   |
| 1998 | Чемпионат России                     | Москва           | 1     | 81,79 м   |
| 2000 | Чемпионат России по длинным метаниям | Адлер            | 2     | 74,79 м   |
| 2001 | Чемпионат России по длинным метаниям | Адлер            | 3     | 74,94 м   |
| 2001 | Чемпионат России                     | Тула             | 1     | 80,07 м   |
| 2002 | Чемпионат России по длинным метаниям | Адлер            | 3     | 76,66 м   |
| 2003 | Чемпионат России по длинным метаниям | Адлер            | 3     | 78,52 м   |
| 2003 | Чемпионат России                     | Тула             | 3     | 79,17 м   |
| 2004 | Чемпионат России                     | Тула             | 2     | 76,81 м   |
| 2005 | Чемпионат России по длинным метаниям | Адлер            | 2     | 77,28 м   |
| 2005 | Чемпионат России                     | Тула             | 2     | 77,70 м   |
| 2006 | Чемпионат России по длинным метаниям | Адлер            | 3     | 73,13 м   |
| 2006 | Чемпионат России                     | Тула             | 3     | 76,24 м   |
| 2007 | Чемпионат России                     | Тула             | 3     | 74,13 м   |